# Zdeněk Liška
Zdeněk Liška (* 16. März 1922 in Smečno; † 13. August 1983 in Prag) war ein tschechoslowakischer Komponist. 

## Biografie
Zdeněk Liška wurde in eine musikalische Familie geboren. Er zeigte großes Talent und studierte Arrangement und Komposition am Prager Konservatorium. Von 1944 bis 1945 war er Dirigent an der Philharmonie von Slaný. Nach dem Zweiten Weltkrieg begann er als Filmkomponist in Zlín zu arbeiten. Ab 1947 komponierte er die Musik für mehrere animierte Kurzfilme. Später erhielt er auch die Möglichkeit Spielfilme zu komponieren. Insgesamt schrieb er die Musik zu über 160 verschiedenen Fernseh- und Filmproduktionen, darunter bekannte Filme wie Das Geschäft in der Hauptstraße. 1965 wurde er für seine Musik in Das Haus in der Karpfengasse mit dem Deutschen Filmpreis für die Beste Filmmusik ausgezeichnet.

## Filmografie (Auswahl)
| - 1953: Der Schatz der Vogelinsel (Poklad Ptačího ostrova) - 1957: An der Endstation (Tam na konečné) - 1958: Die Erfindung des Verderbens (Vynález zkázy) - 1959: Wo der Teufel nicht hinkam (Kam čert nemůže) - 1960: Das höhere Prinzip (Vyšší princip) - 1960: Die weiße Taube (Holubice) - 1961: Die Diebe von Pavlov (Ankläger) - 1961: Labyrinth des Herzens (Labyrint srdce) - 1961: Vom Mond gefallen (Spadla s měsíce) - 1962: Baron Münchhausen (Baron Prášil) - 1962: Der Mann aus dem 1. Jahrhundert (Muž z prvního století) - 1962: Die Teufelsfalle (Ďáblova past) - 1962: Mitternachtsmesse (Půlnoční mše) - 1963: Am Seil (Na laně) - 1963: Der Tod heißt Engelchen (Smrt si říká Engelchen) - 1963: Ikarie XB 1 - 1964: Der Angeklagte (Obžalovaný) - 1964: Der Teppichsammler und der Heiratsschwindler (Čintamani a podvodník) - 1965: Das Geschäft in der Hauptstraße (Obchod na korze) - 1965: Das Haus in der Karpfengasse - 1965: Die gesammelten Rohheiten (Sběrné surovosti) - 1965: Katja und das Krokodil (Káťa a krokodýl) - 1966: Der Schneemann (Sněhulák) - 1966: Komödiantenwagen (Lidé z maringotek) - 1966: Verbrechen in der Mädchenschule (Zločin v dívčí škole) - 1967: Flucht (Útěk) - 1967: Mord auf heimische Art (Vražda po česku) - 1968–1970: Alte Kriminalfälle (Hříšní lidé města pražského), (Fernsehserie, 13 Folgen) - 1968: Der Garten (Zahrada) - 1968: Die Wohnung (Byt) - 1968: Kasperletheater (Rakvičkárna) - 1969: Der Leichenverbrenner (Spalovač mrtvol) - 1969: Die Sanfte (Krotká) - 1969: Ein lächerlicher, alter Herr (Směšný pán) - 1969: Vögel, Waisen, Narren (Vtáčkovia, siroty a blázni) - 1970: Drei schwache Stunden (Luk královny Dorotky) - 1970: Ein Engel names Levin (The Angel Levine) - 1970: Rotfuchs, Mäuse und Galgenvögel (Lišáci, Myšáci a Šibeničák) - 1971: Die Chance (Šance) | - 1971: Trügerische Liebesspiele (Hry lásky šálivé) - 1972: Das Geheimnis des großen Erzählers (Tajemství velikého vypravěče) - 1972: Der Tod des schwarzen Königs (Smrt černého krále) - 1972: Die Adlerfeder (Orlie pierko) - 1972: Die gestohlene Schlacht (Ukradená bitva) - 1972: Geschichten um Schneewittchen (O Sněhurce) - 1972: Der Zug in die Station Himmel (Vlak do stanice Nebe) - 1972: Und wieder spring’ ich über Pfützen (Už zase skáču přes kaluže) - 1973: Chronik eines weißen Sommers (Kronika žhavého léta) - 1973: Hitler – Die Tage des Verrats (Dny zrady I) - 1973: Liebe (Láska) - 1974: Adam und Otka (Adam a Otka) - 1974: An die Gewehre, Rebellen (Do zbrane, kuruci!) - 1974: Das Mädchen hieß Pavlinka (Pavlínka) - 1974: Kleines Fräulein Robinson (Robinsonka) - 1975: 1 + 3 = 4 (Tři nevinní) - 1975: Das hässliche Dorf (Škaredá dědina) - 1975: Verdacht (Podezření) - 1976: Der Mann im Rathaus (Muž na radnici), (Fernsehserie) - 1976: Die kleine Meerjungfrau (Malá mořská víla) - 1976: Odysseus und die Sterne (Odysseus a hvězdy) - 1976: Wer im Regen weggeht (Kto odchádza v daždi) - 1976: Die Braut mit den schönsten Augen (Nevěsta s nejkrásnějšíma očima) - 1977: Das Schloss von Otranto (Otrantský zámek) - 1977: Schatten eines heißen Sommers (Stíny horkého léta) - 1978: Der Tod der Fliege (Smrt mouchy) - 1978: Die Befreiung Prags (Osvobození Prahy) - 1978: Eine Geschichte von Liebe und Ehre (Příběh lásky a cti) - 1978: Geschichten aus der Steinzeit – Die Siedlung der Raben (Osada Havranů) - 1979: Und dann laufe ich bis ans Ende der Welt (A poběžím až na kraj světa) - 1980: Begegnung im Juli (Setkání v červenci) - 1981: Warten auf Regen (Čekání na déšť) - 1984: Ferdy (Ferda Mravenec), (Fernsehserie) |